# Mirandillas
Mirandillas es una delegación del municipio de San Miguel el Alto, Jalisco, México. Se ubica en la Región Altos Sur, que a su vez pertenece a los Altos de Jalisco La Delegación municipal abarca una extensión territorial de 200 km². Según el conteo de población INEGI realizado en 2010, la comunidad cuenta con 660 habitantes, datos oficiales del Conteo INEGI 2010. Fue parte de la Provincia de Nueva Galicia, actual Aguascalientes y Jalisco, y de la Intendencia de Guadalajara en el Reino de Nueva Galicia por casi 300 años.
A esta población se le conoce como "el ombligo de Los Altos de Jalisco" debido a que de este lugar provienen los primeros descendientes de los apellidos más populares de la región como Martín o Martín del Campo, Casillas, Franco y Jiménez. También es reconocido este poblado a nivel regional por la producción de quesos frescos exquisitos.

## Toponimia
La palabra Mirandillas proviene del latín, Miranda que significa “Paraje de gran altura desde el cual se puede observar una gran extensión de tierra” y la palabra illa que es una “forma diminutiva de llamar a una cosa en forma afectiva”, por lo que se resume el significado a “Pequeño paraje desde el cual se puede observar una gran extensión de tierra”.
Cabe mencionar que la población siempre ha sido llamada Mirandilla, aunque oficialmente el gobierno del estado agrega una s al final para referirse como Mirandillas a todo el territorio que abarca la Delegación municipal.

## Lema
"Tierra de gente leal y valiente".

## Historia
El nombre de Mirandillas se le dio debido a que los primeros asentamientos humanos es este lugar fueron españoles provenientes de la villa de Mirandilla, municipio español, perteneciente a la provincia de Badajoz, comunidad autónoma de Extremadura, España. 
Se cree que el fundador de Mirandillas fue el español José Dolores de La Barba a finales del siglo XVII. 
Desde su fundación, Mirandillas fue zona de grandes haciendas, en las que se criaba todo tipo de ganado para su venta en las poblaciones cercanas. En dicha haciendas, predominaba el orgullo entre sus pobladores por descender de familias españolas, donde el apego a la religión católica y la incansable idea de conservar intacta su sangre, hizo de aquella comunidad un fortín para evitar el asentamiento de personas ajenas y que con ello evitar la mezcla de sangre, de allí un antiguo refrán que dice: "En Mirandilla buenos cristianos, que por no regar la sangre, se casan primos hermanos".
Para 1907 se inicia la construcción del actual templo dedicado a San Isidro Labrador, dando inicio de esta manera a la pequeña ranchería y actual centro de la población. Ya para la década de 1950 se termina de construir dicho templo, aunque hasta la actualidad sigue teniendo remodelaciones. 
En el año de 1983, el gobierno del estado eleva la comisaría de Mirandilla a la categoría de Delegación municipal, la cual en esos años contaba con una población que rondaba los 200 habitantes dentro del núcleo poblacional. El cabildo de San Miguel el Alto, encabezado por el presidente municipal el Dr. Joel Hernández nombra al primer Delegado el Sr. José de Jesús Jiménez, convirtiéndose así en la Segunda Delegación de este municipio.

## Geografía

### Ubicación
Su ubicación regional respecto al estado, es al noreste y con respecto a la región, al centro, en las coordenadas GPS: Longitud (dec): -102.541111 Latitud (dec): 20.943611 20º 54' 50" y a una altitud de 1950 metros sobre el nivel del mar. 
Colinda con los territorios pertenecientes a los siguientes poblados: al norte con Valle de Guadalupe, al sur con Capilla de Guadalupe y al poniente con Pegueros, al oriente con San Miguel el Alto y Santa María del Valle. Las comunidades más importantes de la Delegación de Mirandillas son: San José del Cuarto, la Mata y la Trinidad.

### Hidrografía
Los recursos hidrológicos ubicados dentro del territorio que comprende la Delegación son proporcionados por el río: Mirandillas; los arroyos el Comedero, Santa Rosa y Pajaritos. Además de contar varias presas como "la junta", "Don Chema" y "Mirandillas" que son utilizadas para riego y el consumo del ganado; sin dejar de mencionar los cientos de bordos o represas que se ubican a lo largo de todo este territorio.

### Orografía
En general la superficie del territorio de la Delegación está conformado por llanuras con alturas superiores a los 1900 metros sobre el nivel del mar.

### Clima
Templado subhúmedo con lluvias en verano, de humedad media. Con otoños, inviernos y primaveras secos y templados. El régimen de lluvia se registra entre los meses de junio, julio y agosto, contando con una precipitación media de 850 milímetros. Los vientos dominantes son en dirección del oeste.

## Economía
La principal actividad económica de Mirandilla es la ganadería, lo que se manifiesta en los miles de litros de leche que diariamente se producen; siendo esta comunidad líder a nivel nacional en la producción de leche fluida per cápita. 

### Empleo
La mayor parte de la población se dedica al ramo ganadero, ya sea en la producción de leche y productos derivados como el queso; carne de cerdo, carne de pollo y huevo. Además un gran porcentaje de los habitantes se emplean en el talleres de maquila, comercio, construcción y a la industria textil.

## Política
La población de Mirandilla fue elevada a Delegación municipal de San Miguel el Alto el 26 de octubre de 1983, a partir de esta fecha ha contado con los siguientes Delegados:
Nombre del Delegado municipal - Mandato
1. C. José de Jesús Jiménez (1983-1992)
2. C. Jacobo Gutiérrez Martín (1992-1993)
3. Lic. Luis Arturo Casillas (1994)
4. C. Aurelio Jiménez (1995)
5. C. José Luis Casilla (1996-1998)
6. C. Emilio Jiménez Jiménez (1999-2008)
7. C. Jacobo Gutiérrez Martín (2009-2012)
8. Lic. José Luis Jiménez Gutiérrez (2012-2015)
9. C. Emilio Jiménez Jiménez ("2012-2018)"
10. C. Juanita González Hermosillo (2018-2021)
11. C. Mirna Janeth Martín González (2021- 2024)

## Turismo
En Mirandilla se conjugan bellezas naturales, arquitectónicas e históricas impresionantes. Al ser uno de los mayores centros de haciendas y casonas antiguas provenientes de la época colonial de la región aún conserva varias de estas.
Monumentos arquitectónicos
- Hacienda de la familia Franco
- Hacienda del Burral
- Casona de las Diligencias
- Casona del Huizache Chino
- Puente Mirandilla
- Templo parroquial dedicado a San Isidro Labrador
- Templo dedicado a Jesús Resucitado

Históricos
- Casa del Aguacate
- Plaza de herraderos de Doña Lola
- Casa del Molino

## Religión
En materia religiosa, la población es eminentemente católica, donde todos los pobladores profesan ser católicos.

## Patrimonio

### Templo Parroquial dedicado a San Isidro Labrador
Templo en el centro de la población, es el templo principal del territorio de la Cuasiparroquia. Se empezó a construir en 1907. Tiene forma de cruz latina y una hermosa cúpula, el frente es sencillo, cubierto por cantera rosa, con 2 torres gemelas de media altura. Siendo San Isidro Labrador (patrono también de la ciudad de Madrid, España), el patrono de dicha edificación.

### Templo dedicado a Jesús Resucitado
Hermosa edificación, construida y donada recientemente por el Sr. Antonio Rábago a la comunidad, siendo celebrada la primera misa en el año 2015. Tiene un estilo europeo, con techo en dos aguas, y rodeado de varias figuras de cantera rosa que se ubican sobre la barda perimetral que está hecha de roca nativa; dicha roca además cubre todo el piso del exterior del santuario. Esta bella construcción se ubica a tan solo cuatro cuadras de la plaza de armas.

### Santuario del Niño de Los Afligidos
Esta pequeña capilla se encuentra a 4 kilómetros de la población, la cual alberga la imagen del niño Jesús, que es visitada por cientos de devotos.

### Capilla de San José Obrero
Capilla dedicada a San José Obrero, la cual se ubica en la comunidad de San José del Cuarto, a 5 kilómetros de Mirandillas, por la carretera a San Miguel el Alto.

### Capilla de la Virgen de Fátima
Hermosa capilla dedicada a la virgen de Fátima ubicada en la comunidad de la Mata, donde a diario es visitada por peregrinos principalmente de Mirandillas que caminan cerca de 12 kilómetros por terracería para llegar hasta los pies de esta imagen.

### Capilla de la Santísima Trinidad
Pequeña capilla construida con cantera rosa, dedicada a la Santísima Trinidad, ubicada en la comunidad del mismo nombre.

## Fiestas

### Fiestas civiles
- Fiestas patrias 15-16 de septiembre.
- Feria de la Cosecha del 10 al 12 de octubre.
- Celebración de la Elevación a Delegación municipal 26 de octubre.

### Fiestas religiosas
- Fiestas patronales en honor a San Isidro Labrador, del 07 al 15 de mayo. Y la fiesta en honor a Jesús Resucitado el domingo de resurrección con el concluye Semana Santa.